# ایستگاه متروی میدان قیام
ایستگاه مترو میدان قیام یکی از ایستگاه‌های خط ۷ مترو تهران است که در میدان قیام واقع شده‌است. این ایستگاه در ۱۴ اسفند ۱۳۹۹ تأسیس شده‌است.